# Каменский, Михаил Фёдорович (купец)
Михаил Фёдорович Каменский (26 мая 1840 года, Пермь — 26 марта 1905 года, Нижний Новгород) — пермский, затем нижегородский купец 1-й гильдии, потомственный почетный гражданин, предприниматель, меценат, общественный деятель.

## Биография
Родился в семье крепостных крестьян Фёдора Козьмича и Маремьяны Ивановны Каменских в Перми. До 17 лет оставался в крепостной зависимости у владельцев династии Строгановых.
В 1857 году отец выкупил свою семью на свободу. Михаил, старший сын (младшие братья Иван и Василий) начал помогать отцу развивать буксирные и пассажирские перевозки по рекам Каме и Волге на линии Пермь-Нижний Новгород.
В 1871 году Каменские организовали свой торговый дом по речным и гужевым грузоперевозкам «Товарищество пароходства и транспортирования грузов Ф. и Г. Братья Каменские», ставший крупнейшей транспортной конторой в Европейской России, на Урале и Западной Сибири.
С 1876 года обосновался в Нижнем Новгороде, где работала одна из главных контор торгового дома. Вскоре стал числиться нижегородским купцом 1-й гильдии, имея статус потомственного почётного гражданина.
В 1880 году возглавил правление Нижегородского Общества Взаимного кредита, с 1895 года — председатель Нижегородского общества взаимного страхования от огня.
По завещанию отца Михаил Федорович на правах старшего и самого опытного из братьев стал главным распорядителем Торгового дома Каменских.
Занимался общественной деятельностью: гласный нижегородской городской думы, член комитета речной полиции, попечитель Владимирского реального училища, член совета Братства преподобного Макария и попечительского совета Нижегородского речного училища, казначей Общества исправительной колонии малолетних преступников.
С 1888 года Михаил Фёдорович — почётный смотритель городского начального училища, которое после его смерти было переименовано в «училище имени М. Ф. Каменского».
Первым в семье увлёкся коллекционированием: собирал старинный фарфор, серебро, бронзу, материи и картины. Интерес к истории и искусству привёл к сотрудничеству с Нижегородским городским художественным и историческим музеем: был одним из крупных жертвователей музея, в 1903 году награждён особой памятной медалью и избран членом комитета по управлению музеем. Коллекция Каменских была хорошо известна нижегородской и российской интеллигенции: дом М. Ф. Каменского в Нижнем Новгороде посещали А. М. Горький и Ф. И. Шаляпин и др. Дом М. Ф. Каменского находился в районе Канавино, расположенном около Нижегородской ярмарки. До настоящего времени дом не сохранился.

## Семья
Супруга:  Чернышова (урожденная Солнцева), урождённая Солнцева. Брак не был зарегистрирован. В 1894 году трагически погибла в кораблекрушении.  Пароход «Владимир» столкнулся с итальянским пароходом «Колумбией» у Тарханкутского маякаи через 1½ часа пошел ко дну.  Благодаря умению плавать несовершеннолетние сыновья  Федор и Василий продержались на воде более часа и спаслись.
Сыновья: Федор и Василий Михайловичи Каменские, наследники отцовского состояния и продолжатели семейного дела.

## Захоронение
Михаил Федорович Каменский похоронен рядом с матерью и сестрой в склепе на кладбище Крестовоздвиженского монастыря в Нижнем Новгороде. Могила не сохранилась.